# Савельєва Тетяна Андріївна
Савельєва Тетяна Андріївна (22 травня 1947) — російська плавчиня.
Призерка Олімпійських Ігор 1964 року, учасниця 1968 року.